# Alluaudomyia petersi
Alluaudomyia petersi är en tvåvingeart som beskrevs av Tokunaga 1963. Alluaudomyia petersi ingår i släktet Alluaudomyia och familjen svidknott. Inga underarter finns listade i Catalogue of Life.